# John Besford
John Charles Preston Besford (30 de enero de 1911-26 de febrero de 1993) fue un deportista británico que compitió en natación. Ganó una medalla de oro en el Campeonato Europeo de Natación de 1934 en la prueba de 100 m espalda.

## Palmarés internacional
| Campeonato Europeo | Campeonato Europeo    | Campeonato Europeo | Campeonato Europeo |
| Año                | Lugar                 | Medalla            | Prueba             |
| ------------------ | --------------------- | ------------------ | ------------------ |
| 1934               | Magdeburgo (Alemania) | Medalla de oro     | 100 m espalda      |